# Fédération tunisienne de handball
La Fédération tunisienne de handball (arabe : الجامعة التونسية لكرة اليد) ou FTHB est l'organisme qui gère la pratique du handball en Tunisie. Elle s'est substituée en 1956 à la Ligue tunisienne de handball rattachée à la Fédération française de handball.

## Historique
Constitué en octobre 1956, le premier comité de la FTHB, est composé de : 
- Jalel Agha (président) ;
- Mohsen Klibi et Jacques Mounier (vice-présidents) ;
- Serge Tourenq (secrétaire général) ;
- Hédi Malek (secrétaire général adjoint) ;
- Georges Meimoun (trésorier général) ;
- Mohamed Ouahchi (trésorier général adjoint).

Le manque de cadres à l'époque amène des handballeurs à faire partie des comités suivants, à l'instar de Moncef Hajjar, Slaheddine Hajjar, Hmid Dhib, Sadok Lahmadi ou Abdellatif Dhib, ce qui occasionne des problèmes de statuts incompatibles : ils sont en effet à la fois joueurs, entraîneurs et dirigeants fédéraux ; l'autorité de tutelle dissout donc le bureau fédéral le 21 août 1959.
Alors que les divergences entre les membres fédéraux semblent continuer à caractériser la plupart des comités, la fédération fait souvent l'objet de dissolutions et de démissions. Néanmoins, le handball qui est à peine découvert à l'aube de l'indépendance (200 licenciés en 1956) compte actuellement plus de 10 000 pratiquants en Tunisie[réf. nécessaire].
Des élections pour le bureau fédéral ont lieu le 30 octobre 2016 à Monastir et opposent la liste de l'ancien président et député de l'Assemblée des représentants du peuple, Karim Helali, à celle du président sortant Mourad Mestiri, qui comprend également un député, Houssem Bounenni. C'est cette dernière qui l'emporte par 48 voix contre 45. Le nouveau bureau, dont le mandat couvre la période 2016-2020, comprend Mourad Mestiri, Ridha Mannai, Hédia Belhassine, Ridha Attia, Ahmed Jemal, Houssem Bounenni, Mouadh Ben Zaied, Chokri Rouissi, Ali Ayadi, Afef Saidane, Romdhan Sfar et Maher Ben Othman.
Lors du championnat d'Afrique des nations 2020 organisé par la fédération en Tunisie, la finale est interrompue à deux minutes de la fin par une intrusion sur le terrain conduisant à l'agression d'un joueur égyptien puis par des jets de projectiles de la part de supporters tunisiens,. Par conséquent, la Confédération africaine de handball sanctionne la Fédération tunisienne de handball d'une amende de 15 000 € et d'une interdiction d'organiser sur son sol des compétitions (toutes catégories confondues) pendant quatre ans,, la sanction étant finalement ramenée à deux ans (jusqu'en 31 janvier 2022).

## Présidents
La liste des présidents de la fédération est la suivante :
- 1956-1963 : Jalel Agha
- 1963-1965 : Noureddine Kedidi
- 1965-1966 : Abdelhamid Bellamine
- 1966-1974 : Slim Ben Ghachem
- 1974-1980 : Abdelhamid Mlayeh
- 1980-1982 : Ali Toumi
- 1982-1986 : Abderrazak Naccache
- 1986-1988 : Bechir Ben Aissa
- 1988-1992 : Mouldi Ayari
- 1992-1994 : Afif Kilani
- 1994-1998 : Rafik Khouaja
- 1998-2002 : Youssef Kortobi
- 2002-2004 : Rafik Khouaja
- 2004-2006 : Youssef Kortobi
- 2006-2008 : Yassine Boudhina (intérim)
- 2008-2012 : Mehdi Khouaja
- 2012-2014 : Karim Helali
- 2014-2021 : Mourad Mestiri
- 2022 : Youssef Kortobi (intérim)
- depuis 2022 : Karim Helali